# 멕시코의 세계유산

멕시코의 세계유산은 세계유산 위원회를 거쳐 세계유산에 등재된 멕시코의 세계유산을 말한다. 멕시코는 27건의 문화유산과 6건의 자연유산, 2건의 복합유산을 보유하고 있으며 북아메리카에서 가장 많은 세계유산을 보유하고 있다. 

## 목록

### 문화유산
| No. | 사진 | 등록명                                            | 소재지 | 등록년도 | 등록기준               | 유네스코 지정번호 | 비고  |
| 1   |      | 팔렝케 선(先) 스페인 도시와 국립공원              | 치아파스주 | 1987년   | (ⅰ), (ⅱ) (ⅲ), (ⅳ)      | 411               |       |
| 2   |      | 멕시코시티와 소치밀코 역사 지구                   | 멕시코시티 | 1987년   | (ⅱ), (ⅲ) (ⅳ), (ⅴ)      | 412               |       |
| 3   |      | 테오티우아칸의 선(先) 스페인 도시                 | 멕시코주 | 1987년   | (ⅰ), (ⅱ), (ⅲ) (ⅳ), (ⅵ) | 414               |       |
| 4   |      | 오아하카 역사 중심지와 몬테 알반 고고 유적        | 오아하카주 | 1987년   | (ⅰ), (ⅱ) (ⅲ), (ⅳ)      | 415               |       |
| 5   |      | 푸에블라 역사 지구                                | 푸에블라주 | 1987년   | (ⅱ), (ⅳ)               | 416               |       |
| 6   |      | 과나후아토 역사 도시와 주변 광산 지대             | 과나후아토주 | 1988년   | (ⅰ), (ⅱ) (ⅳ), (ⅵ)      | 482               |       |
| 7   |      | 치첸 이트사 선(先)스페인 도시                     | 유카탄주 | 1988년   | (ⅰ), (ⅱ), (ⅲ)          | 483               |       |
| 8   |      | 모렐리아 역사 지구                                | 미초아칸주 | 1991년   | (ⅱ), (ⅳ), (ⅵ)          | 585               |       |
| 9   |      | 엘 타힌 선(先)스페인 도시                         | 베라크루스주 | 1992년   | (ⅲ), (ⅳ)               | 631               |       |
| 10  |      | 사카테카스 역사 지구                              | 사카테카스주 | 1993년   | (ⅱ), (ⅳ)               | 676               |       |
| 11  |      | 시에라 데 산 프란시스코의 암각화                  | 바하칼리포르니아수르주 | 1993년   | (ⅰ), (ⅲ)               | 714               |       |
| 12  |      | 포포카테페틀의 16세기 수도원                      | 모렐로스주 푸에블라주 | 1994년   | (ⅱ), (ⅳ)               | 702               |       |
| 13  |      | 욱스말 선(先)스페인 도시                          | 유카탄주 | 1996년   | (ⅰ), (ⅱ), (ⅲ)          | 791               |       |
| 14  |      | 케레타로 역사 기념물 지대                         | 케레타로주 | 1996년   | (ⅱ), (ⅳ)               | 792               |       |
| 15  |      | 과달라하라의 오스피치오 카바냐스                  | 할리스코주 | 1997년   | (ⅰ), (ⅱ) (ⅲ), (ⅳ)      | 815               |       |
| 16  |      | 파키메(카사스 그란데스) 고고 유적                 | 치와와주 | 1998년   | (ⅲ), (ⅳ)               | 560               |       |
| 17  |      | 틀라코탈판 역사 기념물 지대                       | 베라크루스주 | 1998년   | (ⅱ), (ⅳ)               | 862               |       |
| 18  |      | 소치칼코 고고 기념물 지대                         | 모렐로스주 | 1999년   | (ⅲ), (ⅳ)               | 939               |       |
| 19  |      | 캄페체 요새 도시                                  | 캄페체주 | 1999년   | (ⅱ), (ⅳ)               | 895               |       |
| 20  |      | 케레타로 시에라 고르다의 프란시스코 선교회        | 케레타로주 | 2003년   | (ⅱ), (ⅲ)               | 1079              |       |
| 21  |      | 루이스 바라간의 집과 스튜디오                     | 멕시코시티 | 2004년   | (ⅰ), (ⅱ)               | 1136              |       |
| 22  |      | 용설란 재배지 경관과 옛 테킬라 생산 시설          | 할리스코주 | 2006년   | (ⅱ), (ⅳ) (ⅴ), (ⅵ)      | 1209              |       |
| 23  |      | 멕시코 국립 자치 대학교 중앙 대학 도시 캠퍼스     | 멕시코시티 | 2007년   | (ⅰ), (ⅱ), (ⅳ)          | 1250              |       |
| 24  |      | 산 미겔 보호 지구와 아토토닐코의 나사렛 예수 교회 | 과나후아토주 | 2008년   | (ⅱ), (ⅳ)               | 1274              |       |
| 25  |      | 카미노 레알 데 티에라 아덴트로                    | 멕시코 멕시코시티 멕시코주 · 이달고주 케레타로주 과나후아토주 할리스코주 아과스칼리엔테스주 산루이스포토시주 사카테카스주 두랑고주 · 치와와주 미국 뉴멕시코주 | 2010년   | (ⅱ), (ⅳ)               | 1351              | [ 1 ] |
| 26  |      | 오아하카 중앙 계곡의 야굴과 미틀라 선사동굴       | 오아하카주 | 2010년   | (ⅲ)                    | 1352              |       |
| 27  |      | 파드레 템블레케 수도교의 수로 체계                | 멕시코주 이달고주 | 2015년   | (ⅰ), (ⅱ), (ⅳ)          | 1463              |       |

### 자연유산
| No. | 사진 | 등록명                                       | 소재지                                                                   | 등록년도 | 등록기준      | 유네스코 지정번호 | 비고                          |
| 1   |      | 시안 카안 생물권 보전 지역                   | 킨타나로오주                                                             | 1987년   | (ⅶ), (ⅹ)      | 410               |                               |
| 2   |      | 엘 비즈카이노 고래 보호 지역                 | 바하칼리포르니아수르주                                                   | 1993년   | (ⅹ)           | 554               |                               |
| 3   |      | 캘리포니아 만의 섬과 보호지역                | 바하칼리포르니아주 바하칼리포르니아수르주 소노라주 시날로아주 나야리트주 | 2005년   | (ⅶ), (ⅸ), (ⅹ) | 1355              | 위험에 처한 세계유산 (2019년) |
| 4   |      | 왕나비 생물권 보전지역                       | 미초아칸주 멕시코주                                                      | 2008년   | (ⅶ)           | 1290              |                               |
| 5   |      | 엘 피나카테 및 알타르 대사막 생물권 보전지역 | 소노라주                                                                 | 2013년   | (ⅶ), (ⅷ), (ⅹ) | 1410              |                               |
| 6   |      | 레비야히헤도 제도                            | 콜리마주                                                                 | 2016년   | (ⅶ), (ⅸ), (ⅹ) | 1510              |                               |

### 복합유산
| No. | 사진 | 등록명                                                | 소재지                | 등록년도      | 등록기준                    | 유네스코 지정번호 | 비고 |
| 1   |      | 캄페체의 고대 마야 도시 칼라크물과 열대림 보호구역    | 캄페체주              | 2002년 2014년 | (ⅰ), (ⅱ), (ⅲ) (ⅳ), (ⅸ), (ⅹ) | 1061              |      |
| 2   |      | 테우아칸-쿠이카틀란 계곡 : 메소아메리카의 근원 거주지 | 푸에블라주 오아하카주 | 2018년        | (ⅳ), (ⅹ)                    | 1534              |      |

## 지역별 분포
문화유산 (1.멕시코시티와 소치밀코 역사지구 · 루이스 바라간의 집과 스튜디오 · 멕시코 국립 자치 대학교 | 2.테오티우아칸 | 3.소치칼코
　　　 　 　 4.포포카테페틀의 16세기 수도원 | 5.과나후아토 | 6.산미겔 보호지구 | 7.시에라 데 산 프란시스코의 암각화)

 자연유산 (8.왕나비 생물권 보전 지역)

 복합유산